# Centro de Justicia y Paz
Centro de Justicia y Paz (Cepaz) es una organización no gubernamental venezolana de derechos humanos que trabaja por la promoción y defensa de los valores democráticos y la cultura de paz en Venezuela.

## Historia
En 1993, el Centro de Justicia y Paz y la Red Naranja, junto a otras organizaciones y activistas que trabajan en la defensa de derechos de las mujeres, convocó a un paro nacional de mujeres el 8 de marzo como parte de las actividades para conmemorar el Día Internacional de la Mujer. Durante una hora Plaza Venezuela, en Caracas, las protestantes corearon consignas a favor de la igualdad de género, seguridad, mejoras salariales y exigiendo que se resuelva la crisis humanitaria que afecta al país. Unos días después, el 13 de marzo, Cepaz y la Red Naranja de Venezuela grabaron sus primeros programas de radio para dar conocer las iniciativas de la sociedad civil por los derechos humanos y la paz. El 15 de marzo Beatriz Borges, directora ejecutiva del Centro, participó como ponente en el foro Contra la Violencia de Género, organizado por la asociación civil Luces para Venezuela y la dirección de cultura de la Asamblea Nacional de Venezuela, el cual se desarrolló en el Salón Protocolar del Palacio Federal Legislativo. El 31 de marzo Cepaz organizó el foro "Mujeres del Futuro Venezuela" en Caracas en conjunto con la embajada británica, Feminismo INC y EmpoderaRSE, y con el apoyo de Efecto Cocuyo y la Corporación Andina de Fomento.
Cepaz también participó en el 18 periodo de sesiones de la Comisión Interamericana de Derechos Humanos, realizada en Washington D. C. el 22 de marzo de 2017, en la audiencia relacionada con acceso a la justicia en Venezuela. Durante las protestas en Venezuela de 2017, Cepaz realizó una veeduría y monitoreo, junto con la Red de Activistas Ciudadanos por los Derechos Humanos (Redac), de las violaciones a los derechos humanos que podían ocurrir en el marco de la consulta popular el 16 de julio de 2017 liderada por diversos partidos políticos y sectores de la sociedad civil venezolana.
En 2019 la organización realizó un estudio recolectando información publicada en varios medios digitales durante el primer semestre de 2019 para contabilizar el número de femicidios ocurridos en el territorio nacional, a falta de estadísticas oficiales, determinando que en este plazo 45 mujeres fueron asesinadas. El mismo año el Centro también lanzó el Observatorio Digital de Violencia de Género, del Programa de Asistencia Psicolegal para víctimas y, en conjunto como Funcamama, Acción Solidaria, Prepara Familia, y Unión Afirmativa, la iniciativa «Con Ellas» para promover la atención de niñas y mujeres, a quienes consideran los grupos más vulnerables en medio de la emergencia humanitaria en Venezuela.